# Brouwerij Sint-Bernardus
Brouwerij Sint-Bernardus is een Belgische brouwerij in het West-Vlaamse Watou.

## Geschiedenis
De brouwerij werd in 1946 opgericht door Evarist Deconinck die sinds de jaren dertig de kaasmakerij in Watou van de paters Trappisten van de Abdij op de Katsberg (Noord-Frankrijk) overgenomen had. Hij had een contract afgesloten met de paters Trappisten van de Sint-Sixtusabdij van Westvleteren, die besloten hadden hun bier niet meer zelf verder te commercialiseren. De Poolse meesterbrouwer van de Abdij van Westvleteren stapte mee over naar de nieuwe brouwerij waar voortaan het bier Sint-Sixtus gebrouwen werd. In de abdij werd enkel nog kleinschalig gebrouwen voor eigen gebruik. In 1959 besliste Deconinck om de productie van kaas te stoppen en zich volledig toe te leggen op het brouwen. Begin jaren zestig stapte zijn schoonzoon Guy Claus in de brouwerij en in 1962 werd de licentie voor het brouwen van het trappistenbier voor 30 jaar verlengd. In 1992 werd deze overeenkomst stopgezet omdat de Trappistenbrouwerijen beslist hadden dat enkel bieren gebrouwen binnen de muren van de abdij het Authentic Trappist Product label kregen. De bieren werden door de brouwerij volgens de originele recepten verder gebrouwen onder de naam St. Bernardus. De drie bestaande (pater 6, prior 8 en abt 12) werden uitgebreid met St. Bernardus Tripel. Omdat Guy Claus de pensioengerechtigde leeftijd naderde werd een geschikte opvolger gezocht en gevonden in Hans Depypere. Er werden nieuwe bieren aan het gamma toegevoegd, Watou Tripel, St. Bernardus witbier en Grottenbier (de laatste twee ontwikkeld in samenwerking met Pierre Celis). In 2023 werden een nieuwe productiehal met een bottelarij, een labo, extra stapelruimte en een belevingscentrum geopend.

## Bieren
- St. Bernardus abdijbieren
- Watou Tripel
- Grottenbier